# Illice rubricollis
Illice rubricollis är en fjärilsart som beskrevs av William Schaus 1896. Illice rubricollis ingår i släktet Illice och familjen björnspinnare. Inga underarter finns listade i Catalogue of Life.